# ACBD6
ACBD6 (англ. Acyl-CoA binding domain containing 6) — білок, який кодується однойменним геном, розташованим у людей на 1-й хромосомі. Довжина поліпептидного ланцюга білка становить 282 амінокислот, а молекулярна маса — 31 151.
| 10         |  | 20         |  | 30         |  | 40         |  | 50         |
| ---------- |  | ---------- |  | ---------- |  | ---------- |  | ---------- |
| MASSFLPAGA |  | ITGDSGGELS |  | SGDDSGEVEF |  | PHSPEIEETS |  | CLAELFEKAA |
| AHLQGLIQVA |  | SREQLLYLYA |  | RYKQVKVGNC |  | NTPKPSFFDF |  | EGKQKWEAWK |
| ALGDSSPSQA |  | MQEYIAVVKK |  | LDPGWNPQIP |  | EKKGKEANTG |  | FGGPVISSLY |
| HEETIREEDK |  | NIFDYCRENN |  | IDHITKAIKS |  | KNVDVNVKDE |  | EGRALLHWAC |
| DRGHKELVTV |  | LLQHRADINC |  | QDNEGQTALH |  | YASACEFLDI |  | VELLLQSGAD |
| PTLRDQDGCL |  | PEEVTGCKTV |  | SLVLQRHTTG |  | KA         |  |            |

A: Аланін

C: Цистеїн

D: Аспарагінова кислота

E: Глутамінова кислота

F: Фенілаланін

G: Гліцин

H: Гістидин

I: Ізолейцин

K: Лізин

L: Лейцин

M: Метіонін

N: Аспарагін

P: Пролін

Q: Глутамін

R: Аргінін

S: Серин

T: Треонін

V: Валін

W: Триптофан

Кодований геном білок за функцією належить до фосфопротеїнів. 
Білок має сайт для зв'язування з ліпідами. 
Локалізований у цитоплазмі.